# 手术体位
手术体位是患者在手術台上做手术的过程中要作出的身體姿勢。醫生讓患者作出特定姿勢的目的是讓患者暴露手术部位的同时保護患者的安全以及保證患者呼吸通暢、血液循環以及防止神經、血管受壓和肌肉扭傷。 此外通常醫生要在病人麻醉後幫他們作出不同的姿勢。 